# Dovzhansk (huyện)
Huyện Dovzhansk (tiếng Ukraina: Довжанський район, chuyển tự: Dovzhans'kyi raion) là một huyện của tỉnh Luhansk thuộc Ukraina. Huyện Dovzhansk có diện tích 2139 km², dân số theo 2020 là 207700 người. Dân số theo điều tra dân số ngày 5 tháng 12 năm 2001 là 14574 người với mật độ 13 người/km2, có diện tích 1132 km². Trung tâm huyện nằm ở Dovzhansk.